# ديراج كالواني
ديراج كالواني (بالإندونيسية: Dheeraj Kalwani)‏ هو منتج أفلام إندونيسي.

## روابط خارجية
- ديراج كالواني على موقع IMDb (الإنجليزية)
- ديراج كالواني على موقع قاعدة بيانات الفيلم (الإنجليزية)